# Luocheng, Gansu
Luocheng (kinesiska: 罗城) är en köping i nordvästra Kina. Den ligger i Gaotai härad i staden Zhangye i provinsen Gansu, omkring 550 kilometer nordväst om provinshuvudstaden Lanzhou. Antalet invånare är 10 001. Befolkningen består av 4 989 kvinnor och 5 012 män. Barn under 15 år utgör 14,0 %, vuxna 15-64 år 75 %, och äldre över 65 år 9,0 %.